# The Observer
The Observer és un diari dominical britànic, amb la seu central a Londres, publicat des del 4 de desembre de 1791. Políticament se situa en la mateixa ideologia socialdemòcrata o de centreesquerra que el diari The Guardian, el qual el va adquirir l'any 1993 i pertany al Guardian Media Group. És el diari dominical més antic del món.
Té un tiratge de 453.071 exemplars (setembre de 2008).

## Història
El primer exemplar es va publicar el 4 de desembre de 1791 per W.S. Bourne. El diari aviat entrà en deutes i el seu propietari va intentar vendre'l a un grup antigovernamental el 1794 i com no va aconseguir-ho un germà ric de Bourne va tractar de vendre el diari al govern britànic el qual també va refusar l'oferta però va acceptar subvencionar-lo per tal d'influir en la seva línia editorial, per això el diari aviat adoptà una posició dura contra els radicals com Thomas Paine, Francis Burdett i Joseph Priestley.
El 27 de febrer del 2005 va aparèixer el bloc The Observer Blog.